# William Carpmael
William Percy Carpmael (Streatham, 20 de mayo de 1864 – Menton, 27 de diciembre de 1936) fue un abogado, dirigente y rugbista británico que se desempeñó como ala. Fundó a los Barbarians y fue su primer presidente.

## Biografía
En una familia rica fue el mayor de ocho hermanos, se educó en el Christ's College de Finchley, era apodado «Tottie», estudió en la Universidad de Cambridge (en el Jesus College) y allí fue un gran deportista, jugaba al críquet, hacía carrera con obstáculos y remo; pero era el rugby donde más destacó, jugando en el Cambridge University R.U.F.C. y obteniendo su Azul en 1885.
Se recibió de abogado, trabajó para el estudio jurídico de su padre Carpmaels & Ransford de Chancery Lane; especializada en patentes (propiedad industrial); y eventualmente se convirtió en socio mayoritario de la firma. Jugó en el Blackheath Rugby desde que se graduó y hasta su retiro, ausentándose ocasional y solamente por las giras o compromisos de los Barbarians.
En 1925 a sus 61 años, se retiró del trabajo aquejado de artritis crónica y en 1927 tuvo que emigrar a Menton, en el mediodía francés, debido a los problemas de salud y finalmente murió en diciembre de 1936, tras una larga lucha contra el cáncer. Está sepultado en una colina de Menton.

## Barbarians

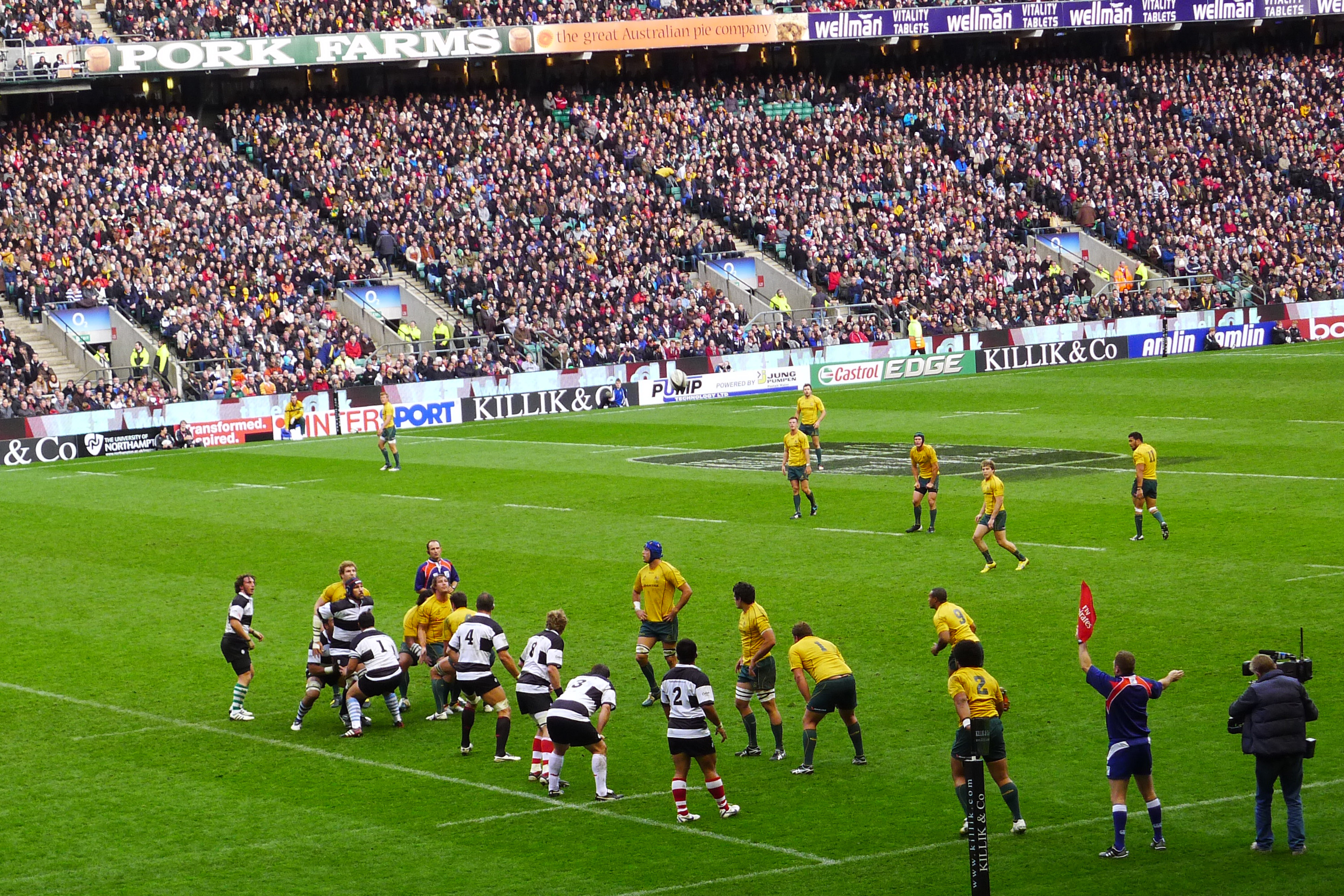
Los Barbarians enfrentando a los Wallabies, 2011.

A principios de los años 1880 no había equipos de gira, los clubes viajaban para jugar partidos, pero nunca emprendían una estancia que se extendiera durante días y jugaban varios partidos. En diciembre de 1884 Carpmael quedó fascinado cuando emprendió con su facultad «una gira» de este tipo; viajaron al norte de Inglaterra, se quedaron durante cinco días en Yorkshire y jugaron ante cuatro clubes.
En 1889 Carpmael organizó una gira con el Clapham Rovers Football Club; el equipo viajó a las Tierras Medias y se enfrentó a cinco clubes de la zona; y en 1890 otra con los Southern Nomads (equipo desaparecido). Finalmente, el 8 de abril de 1890 en el restaurante Leuchter's (ubicado en la calle Darley) en Bradford; Carpmael presentó en un banquete de los Southern Nomads la idea de crear un club de rugby itinerante y formado por los mejores jugadores del entonces Reino Unido de Gran Bretaña e Irlanda. Más tarde esa noche, en el hotel Alexandra, el Barbarian F.C. se fundó de acuerdo con el plan de Carpmael: un equipo integrado por invitación; por los mejores jugadores británicos y obligatoriamente de excelente conducta; que jugaría siempre de visitante y en todo el reino.
Jugó en veinte de los primeros 23 partidos de los Barbarians, lo organizó siendo tesorero, lo promovió como primer secretario y administró escribiendo los registros en un manuscrito cada temporada.

### SigloXX
En 1902 renunció a su cargo de secretario, pero en 1913 asumió como el presidente.
Tras su emigración a Francia, permaneció en estrecho contacto con los Baa-baas enviando telegramas y asistiendo cada Semana Santa al partido en Penarth, Gales (dejó de jugarse en 1986). Cuando falleció, el partido contra los Leicester Tigers (se jugó todos los diciembres hasta el profesionalismo) vio a ambos equipos luciendo brazaletes negros en su honor.

## Legado
Debido a la importancia de los Baa-baas para los valores y la historia del rugby, es miembro del World Rugby Salón de la Fama desde 2011.
Su investidura tuvo lugar en el Estadio de Twickenham, durante el medio tiempo del partido entre los Barbarians e Inglaterra y su galardón (la gorra) fue recibido por su sobrino bisnieto, George William Thomas Carpmael.